# Moritz Heinrich Romberg
Moritz Heinrich Romberg, född 11 november 1795, död 16 juni 1873, var en tysk neurolog.
Han studerade i Berlin där han erhöll doktorsgrad 1817, därefter åkte han till Wien där han träffade och blev vän med Johann Peter Frank 1820, efter att han återvänt från Wien, fick han en tjänst i Berlin. 1830 blev han den förste att bli privatdozent i "specialpatologi och terapi", han kan därför kallas Tysklands första kliniska neurolog. Under koleraepidemierna i Berlin 1831 och 1837 var han ansvarig för kolerasjukhusen. 1838 utsågs han till extraordinarie professor i sin specialitet och två år senare blev han chef för universitetets poliklinik. 1845 utnämndes han till professor. 
Han översatte flera engelska verk till tyska, bland annat Sir Charles Bells The Nervous System of the Human Body. Rombergs viktigaste arbete inom medicinen rör neuropatologin där han beskrev vad som kom att kallas Rombergs tecken. Han har även tillsammans med Parry givit namn åt Parry-Rombergs syndrom.